# 巻バイパス
巻バイパス（まきバイパス）は、新潟県新潟市西蒲区下和納から同区中郷屋に至る国道116号（重複：国道289号）のバイパス道路。

## 概要
- 起点：新潟県新潟市西蒲区下和納[1]
- 終点：新潟県新潟市西蒲区中郷屋[1]
- 全長：4.9 km[1]
- 規格：第3種第1級[1]
- 設計速度：80 km/h[1]
- 道路幅員：暫定12.0 m（完成21.0 m）[1]
- 車線幅員：3.5 m[1]
- 車線数：暫定2車線（完成4車線）[1]

国道116号のうち、旧巻町の市街地を経由する区間は交通量が多く、また道路幅員も狭隘なため慢性的な渋滞に苛まれていた。この渋滞の解消と市街地区間の交通の円滑化を目的に整備が進められている、延長4.9 kmのバイパス区間である。暫定2車線、一部連続立体交差方式となっている。
整備事業は下和納（しもわのう）交差点付近の橋梁架け替えから開始され、バイパス区間はまず2005年1月17日、赤鏥（あかさび） - 中郷屋（なかごうや）の延長3.3 kmの区間が開通。残る下和納 - 赤鏥の延長1.6 kmの区間は2006年12月26日に開通し、全線での供用を開始した。なお、この下和納 - 赤鏥の区間は当初2007年度末の供用開始を目指していたが、交通量の増加などから計画を1年前倒しして開通することになったものである。

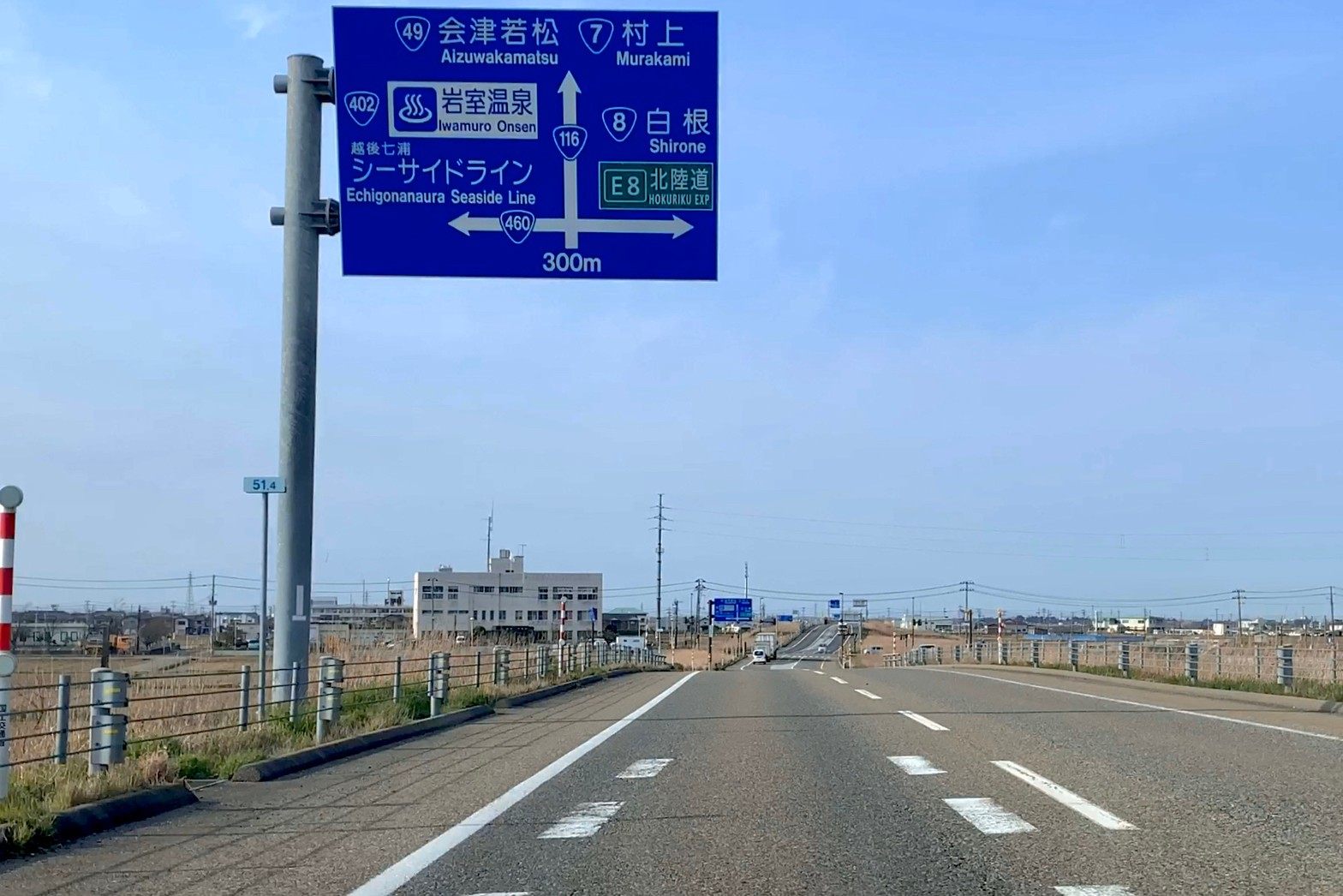
赤鏥IC。平面交差だがICの名前が付けられた（2020年4月）
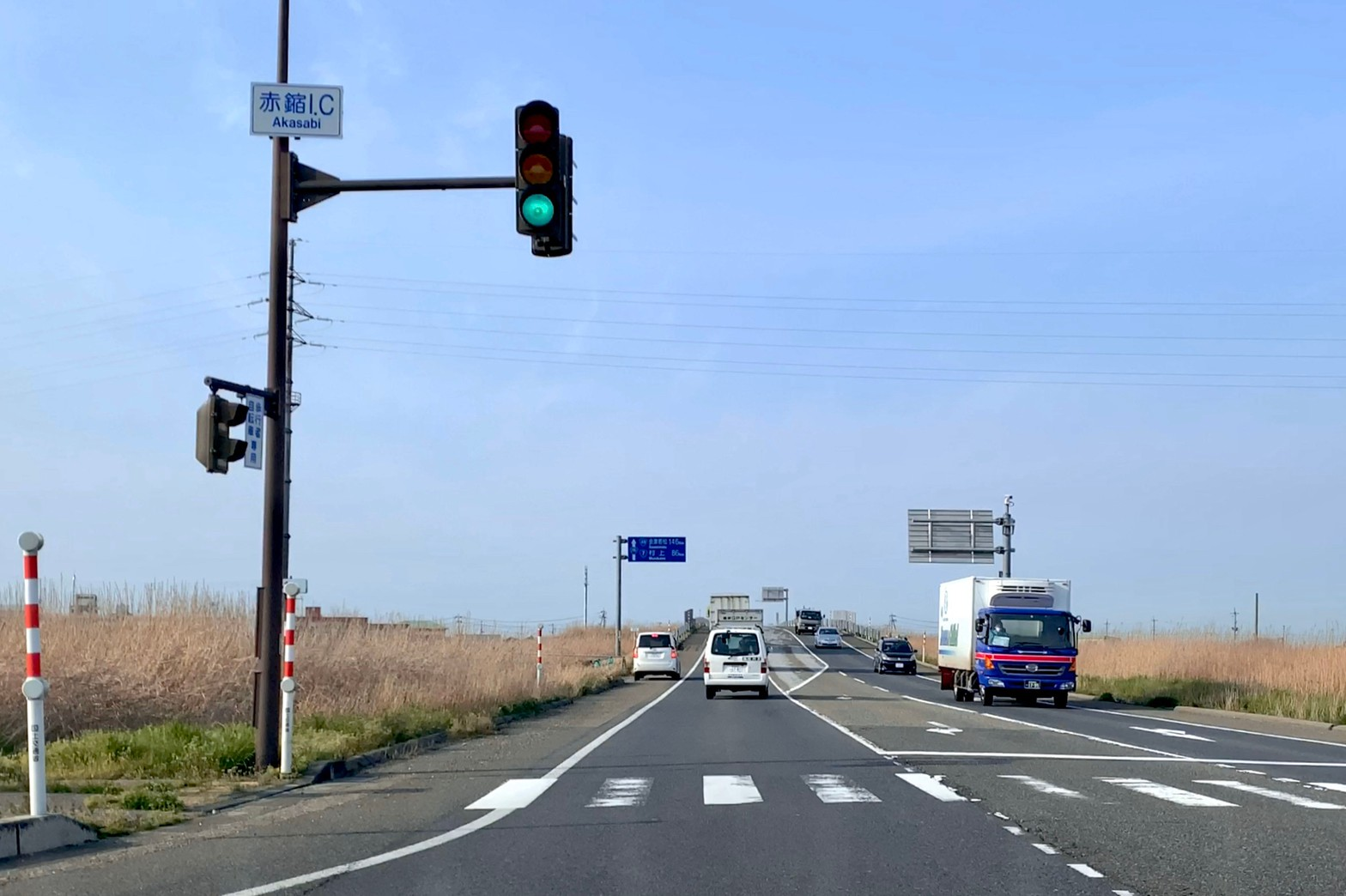
赤鏥IC（2020年4月）
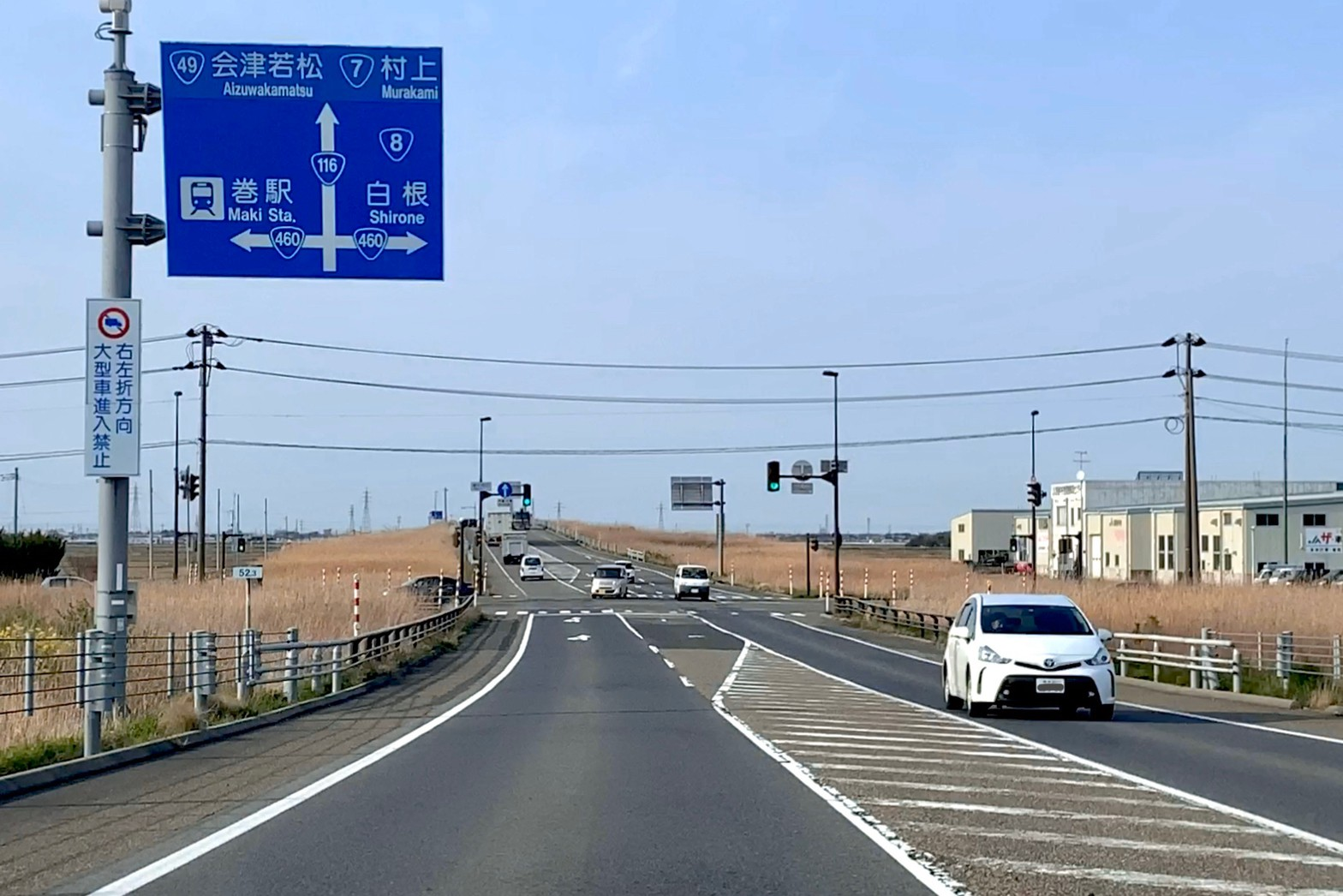
巻中央IC。平面交差だがICの名前が付けられた（2020年4月）
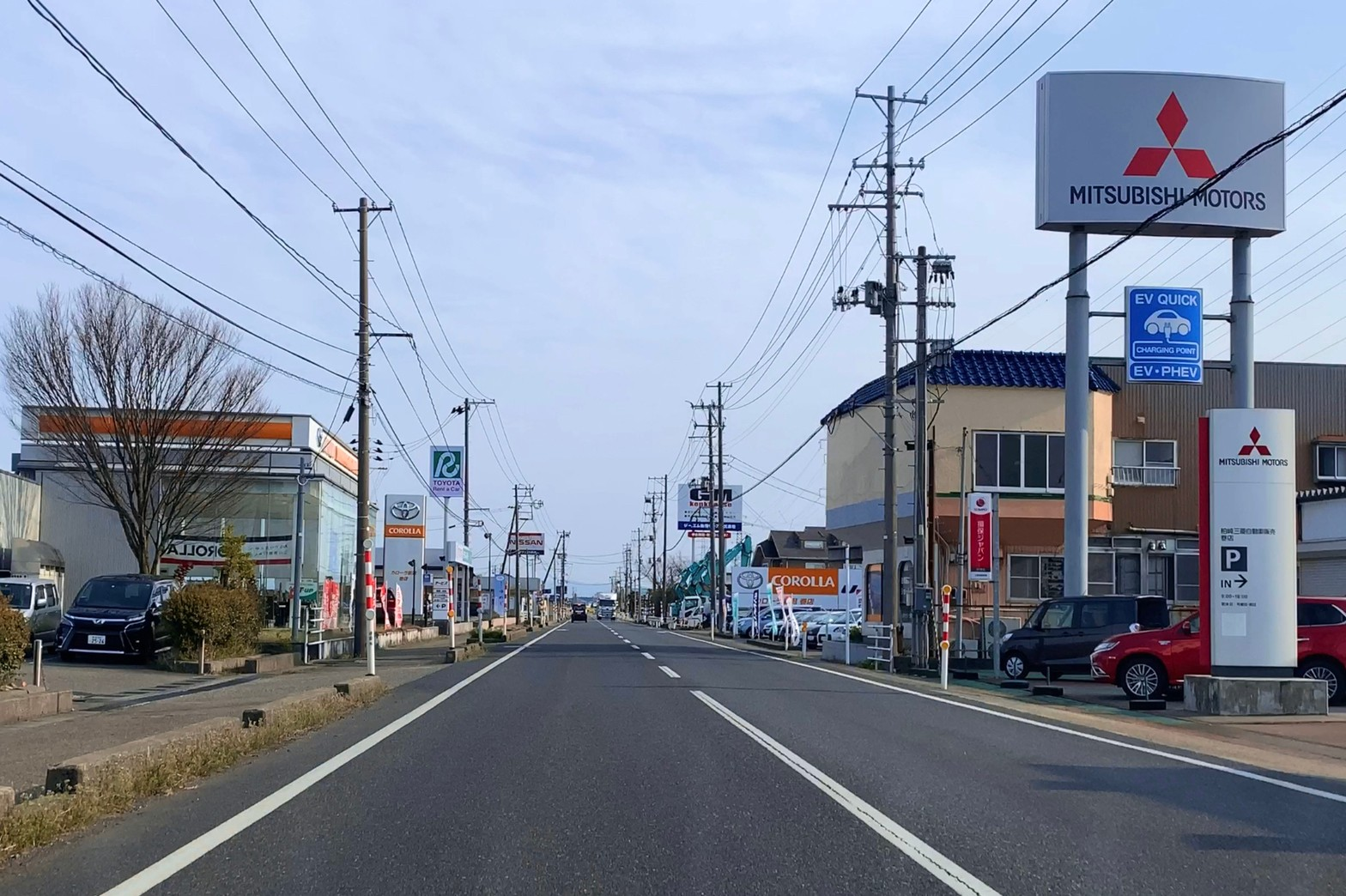
巻バイパス開通によって指定解除された国道116号旧道（2020年4月）

## 交差する道路
| 交差する道路              | 交差する場所 | 柏崎から (km) |
| ------------------------- | ------------ | ------------- |
| 国道116号 上越・燕方面    |              |               |
| 市道                      | 下和納       |               |
| 旧116号                   | 巻南         |               |
| 巻南バイパス（国道460号） | 赤鏥IC       |               |
| 国道460号                 | 巻中央IC     |               |
| 県道380号今井巻線         | 巻北IC       |               |
| 旧116号                   | 中郷屋IC     |               |
| 国道116号                 |              |               |

※各交差点は平面交差だが、このうち赤鏥 - 中郷屋の4交差点は将来的に立体化する計画となっており、「インターチェンジ」の名称が付けられている。

## 沿革
- 1988年（昭和63年）：都市計画決定[2][3]
- 1989年（平成元年）度：事業化[1]
- 1992年（平成4年）度：用地買収に着手[1]
- 1995年（平成7年）：着工[1]
- 2005年（平成17年）1月17日：西蒲原郡巻町大字赤鏥 - 同町大字中郷屋（3.3 km）暫定2車線で供用開始[4]
- 2006年（平成18年）12月26日：新潟市下和納 - 同市赤鏥（1.6km）暫定2車線で供用を開始し、全線開通[5]

## 旧道
- 新潟市西蒲区下和納～新潟県新潟市西蒲区中郷屋：新潟市道

## 接続するバイパスの位置関係
（柏崎、いわき方面）分水地区〜新潟市改良区間（現道）/吉田バイパス（新道） - 巻バイパス - 新潟市改良区間 - 新潟西バイパス （新潟方面）

## 交通量
平日24時間交通量（台）
- 2005年度（平成17年度道路交通センサスより[6]）
  - 新潟市巻甲：11,425
- 2010年度（平成22年度道路交通センサスより[7]）
  - 新潟市西蒲区潟頭：14,886
  - 新潟市西蒲区巻：17,261
- 2015年度（平成27年度全国道路・街路交通情勢調査より[8]）
  - 新潟市西蒲区赤鏥：14,584
  - 新潟市西蒲区巻甲：17,218